# Tanja Tuma
Tanja Tuma, slovenska pisateljica, založnica, urednica in publicistka * 9. junij 1964, Ljubljana.

## Življenje
Obiskovala je Šubičevo gimnazijo in maturirala leta 1983. Leta 1988 je diplomirala na Filozofski fakulteti v Ljubljani iz francoskega in angleškega jezika s književnostmi ter dodatno študirala nemški jezik. V diplomski nalogi iz francoščine je obravnavala sočutje v povestih in kratkih zgodbah Guya de Maupassanta, pri angleščini pa eseje baročnega filozofa in znanstvenika Francisa Bacona. Pri dodatnem študiju nemščine se je posvetila zgradbi stavka Thema-Rhema-Gliederung. Po dvajsetletnem delovanju v založništvu in ko sta otroka odrasla, sta se z možem leta 2012 preselila na Notranjsko.

## Delo
Kmalu po diplomi se je v Cankarjevi založbi zaposlila kot urednica leksike, kasneje pa je kot direktorica vrsto let vodila Center Oxford, kjer se je ukvarjala z učbeniki za poučevanje angleščine, francoščine in nemščine kot tujega jezika. Sodelovala je z velikimi izobraževalnimi založbami kot Oxford in Cambridge University Press, Langenscheidt, Clé idr. Leta 1996 je ustanovila lastno založbo, Založbo Tuma, pri kateri so izšla pomembna dela kot Antologija slovenskih pesnic, Pozabljena polovica, Skriti knjižni zakladi pa tudi zbirki Beri globalno in Beri aktualno. V založbi je uredila in ponatisnila tudi dve knjigi dr. Henrika Tume – Iz mojega življenja in Planinski spisi z Imenoslovjem Julijskih Alp.
Od leta 1998 je članica Društva slovenskih založnikov, ki mu je predsedovala v dveh mandatih med 2004 in 2008. Je zagovornica Zakona o enotni ceni knjige, ki je leta 2014 prišel v veljavo tudi v Sloveniji, ter pobudnica bralnih kampanj za mlade kot Knjigajmo, migajmo  in Ni igre brez drame. Objavlja s področja založništva v Pogledih, Bukli, Delu, Vrabcu Anarhistu in mednarodnem spletnem glasilu Publishing Perspectives. Aktivno promovira branje in zagovarja pravice žensk ter zapostavljenih skupin.
V letu 2013 je izdala zgodovinski roman Winds of Dalmatia v angleškem jeziku, prvi del Balkanske trilogije, ki obravnava zgodovino in sedanjost področja nekdanje Jugoslavije. Zgodovinske zgodbe pripovedujejo o starogrški kolonizaciji Korčule, cesarja Dioklecijana, Dubrovnika v 14. stoletju, turške oblasti v Bosni v 16. stoletju, Brača v času 1. svetovne vojne in nedavne vojne na Balkanu. Leta 2015 je z zgodovinskim romanom o spravi Češnje, bele in rdeče (Založba Karantanija, 2015) razburkala slovensko bralstvo. Roman je leto zatem izdala tudi v angleškem jeziku – White and Red Cherries.  Leta 2018 je izdala drugi del Balkanske trilogije Tito's Legacy, v katerem prikaže posledice komunistične diktature na mlajše generacije in odnos človeka do narave. Zgodovinske zgodbe pripovedujejo o koliščarjih na Ljubljanskem barju, Valvasorju, Titu in njegovih slavnih gostih na Brionih, fašistični Italiji in posledicah tajkunizacije naravnih dobrin Istre in Slovenije ter negativnih vplivov na okolje. Avgusta leta 2020 je izdala roman o umiranju in odnosu do smrti v angleščini Going My Way.
Leta 2021 je pri Mladinski knjigi izšel roman Brodnik o življenju založnika Lavoslava Schwentnerja.
Tanja Tuma je vodila Ženski odbor Slovenskega centra PEN Mira (2016-2019) in je predsednica Slovenskega centra PEN (2021-)  ter članica upravnega odbora mednarodnega ženskega komiteja PIWWC.